# Katarzynki (województwo wielkopolskie)
Katarzynki – wieś w Polsce położona w województwie wielkopolskim, w powiecie poznańskim, w gminie Swarzędz.

W latach 1975–1998 miejscowość administracyjnie należała do województwa poznańskiego. We wsi znajduje się dworek z hotelem i restauracją, a także rajsko. W pobliżu leży wieś Uzarzewo. 